# Dubrynyčsko-Maloberezňanská venkovská komunita
Dubrynyčsko-Maloberezňanská venkovská komunita (ukrajinsky Дубриницько-Малоберезнянська сільська громада) je územní komunita v okresu Užhorod Zakarpatské oblasti na západě Ukrajiny. Ustanovena byla dne 12. června 2020. Administrativní centrum této územní komunity je v Dubrynyči. V této územní komunitě jsou tyto obce: 
| Název             | Název                       | Název                                   | Název                 |
| přepis do latinky | ukrajinský název v cyrilici | alternativní český a slovenský název    | maďarsky              |
| ----------------- | --------------------------- | --------------------------------------- | --------------------- |
| Bukivcovo         | Буківцьово                  | Bukoč                                   | Ungbükkös             |
| Čornoholova       | Чорноголова                 | Černoholova                             | Sóhát, Csernoholova   |
| Dubrynyči         | Дубриничі                   | Dubrinič                                | Bercsényifalva        |
| Malyj Bereznyj    | Малий Березний              | Berezná Malá,Malý Berezný, Malé Berezné | Kisberezna            |
| Myrča             | Мирча                       | Mirče, Mirča                            | Mércse, Mircse        |
| Novoselycja       | Новоселиця                  | Novoselice                              | Újkemence             |
| Pastilky          | Пастілки                    | Pastelka Malá,Pastilky, Pastilka        | Kispásztély           |
| Smerekovo         | Смереково                   | Smrková, Smerekova                      | Szemerekő, Szmerekova |
| Zavosyna          | Завосина                    | Zavosina, Zausina                       | Szénástelek, Zauszina |

Tato územní komunita má rozlohu 264,2 km². V roce 2020 v ní žilo 6 772 obyvatel.